# Sitio de Mazagán (1769)
El sitio de Mazagan de 1769 fue el último enfrentamiento entre Marruecos y los portugueses en Mazagan (El Jadida). El ejército marroquí al mando del sultán Mohammed ben Abdallah salió victorioso y los portugueses evacuaron su última guarnición en Marruecos, poniendo fin a su conflicto de 354 años .

## Antecedentes
La presencia portuguesa en Mazagán comenzó en 1514 cuando construyeron una ciudadela en verano. En 1562, los marroquíes liderados por el sultán saadí Abu Abdallah Mohammed al-Mutawakkil intentaron sin éxito expulsar a los portugueses de Mazagán. La guarnición portuguesa en Mazagán en 1769 estaba compuesta por 592 hombres: 472 infantes, 99 jinetes y 21 artilleros.

## Asedio

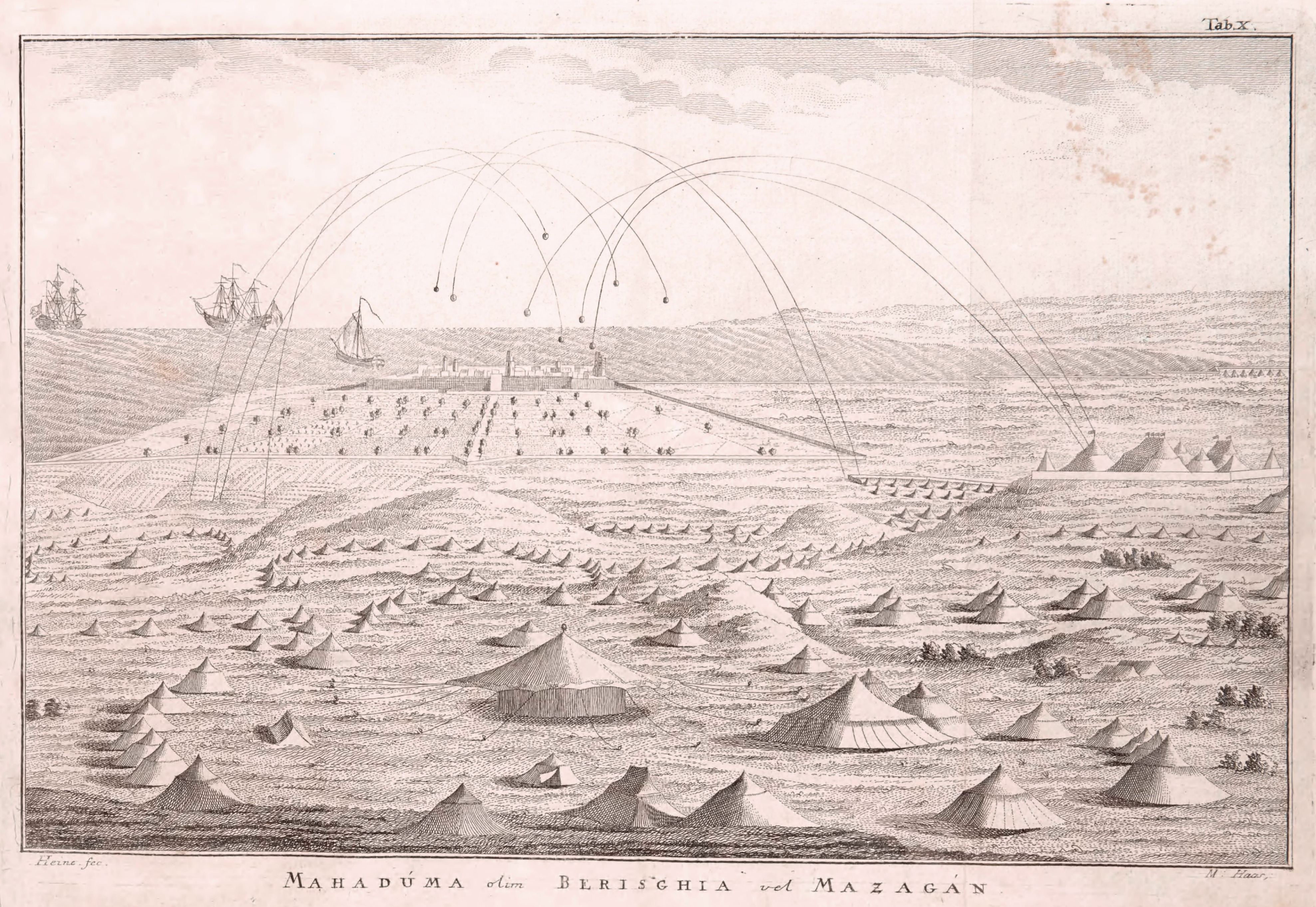
Grabado de Peter Haas que representa el asedio de Mazagan, incluido en el libro Efterretninger om Marokos og Fes de Georg Hjersing Høst, 1779

A principios de 1769, el sultán alauita Mohammed ben Abdallah, negándose a reconocer el dominio portugués en Mazagán, preparó un gran ejército de 70.000 hombres, llegando a Mazagán durante el mes de Ramadán, hizo preparar 35 cañones y lo bombardeó con 2.000 disparos en la ciudad causaron numerosas bajas a los portugueses y dañaron la ciudad, mientras el asedio se prolongaba, la guarnición envió una carta al rey José I de Portugal pidiendo ayuda, José les ordenó evacuar el fuerte llevándose a todos junto con sus familias cuando los habitantes lo sabían y se negaron a abandonar su última colonia argumentando que sus antepasados se sacrificaron para conservarla. Posteriormente los habitantes cumplieron la orden y enviaron al sultán Mohammed pidiéndole que detuviera los combates y les diera 3 días para evacuar la ciudad, Mohammed aceptó con la condición de que dejaran todo atrás.
El 1 de febrero, una escuadra, al mando del capitán de mar y de guerra Bernardo Ramires Esquível, zarpó de Lisboa para evacuar la población de Mazagán. La escuadra estaba compuesta por el buque de línea Nossa Senhora de Belém e São José de 54 cañones comandado por Esquível, este era el buque insignia de la expedición; las fragatas Nossa Senhora da Nazaré y Nossa Senhora da Guia ; los charrúas Nossa Senhora das Mercês y Santa Ana e São Joaquim, además de cinco yates.
Durante los tres días, los portugueses quemaron los muebles y la ropa de cama, mataron el ganado y rompieron utensilios y herramientas. Los portugueses no respetaron el acuerdo, enterraron pólvora y minaron los bastiones, con alrededor de 40 barriles de pólvora en cada bastión. El internamiento de la población concluyó el 11 de marzo y el último evacuado fue el gobernador de Mazagan, Dinis Gregório. Dejaron a un señor llamado "Pedro"; Se dice que encendió la pólvora cuando entraron los marroquíes, matando a 5.000 marroquíes en la explosión.  Debido a esto, la ciudad permaneció deshabitada durante casi medio siglo y fue llamada El-Mahdouma (La Arruinada).

## Secuelas
La escuadra llegó a Lisboa entre el 21 y el 24 de marzo; los evacuados fueron atendidos a expensas de la familia real con almuerzo y cena, pero fueron alojados en condiciones miserables. Más de trescientos murieron en los hospitales. Los supervivientes pasaron posteriormente a la colonia de Brasil, donde fundaron un nuevo asentamiento en 1773 llamado Vila Nova de Mazagão en el interior de la región de Amapá del Estado de Grão-Pará y Río Negro.
El sultán Moulay Abd al-Rahman ordenó que se construyera una mezquita y las partes destruidas de la antigua ciudad portuguesa fueron reconstruidas durante su reinado a principios del siglo XIX. En 1820, el nombre Mazagán fue prohibido y la ciudad pasó a llamarse El-Yadida (La Nueva).